# Sparidae
La famiglia Sparidae comprende 125 specie di pesci d'acqua salata appartenenti all'ordine Perciformes.

## Distribuzione e habitat
Gli sparidi sono diffusi in tutte le acque temperate e tropicali del mondo, compreso il Mar Mediterraneo, dove sono estremamente comuni e, spesso, costituiscono la maggior parte della fauna ittica delle aree costiere. La zona dove sono rappresentati dal maggior numero di specie è però il Sudafrica. Alcuni sparidi sono eurialini e possono trovarsi in acque salmastre o dolci. Sono più frequenti nelle zone costiere ma si possono trovare, anche in gran numero nel circalitorale.

## Descrizione
La forma degli sparidi è solitamente abbastanza uniforme: il corpo è allungato, compresso ai fianchi ed abbastanza alto. La pinna dorsale presenta i primi raggi spinosi. La coda ha il margine dritto oppure bilobato. I denti sono solitamente molto ben sviluppati, possono essere caniniformi, molariformi od incisiviformi.  La livrea è fondamentalmente argentea con macchie, strisce e punti scuri che costituiscono un carattere di fondamentale importanza per riconoscere le specie. Gli sparidi di acque più profonde spesso hanno un colore di fondo rosso o rosato.

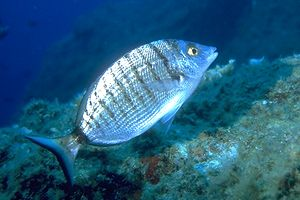
Diplodus puntazzo

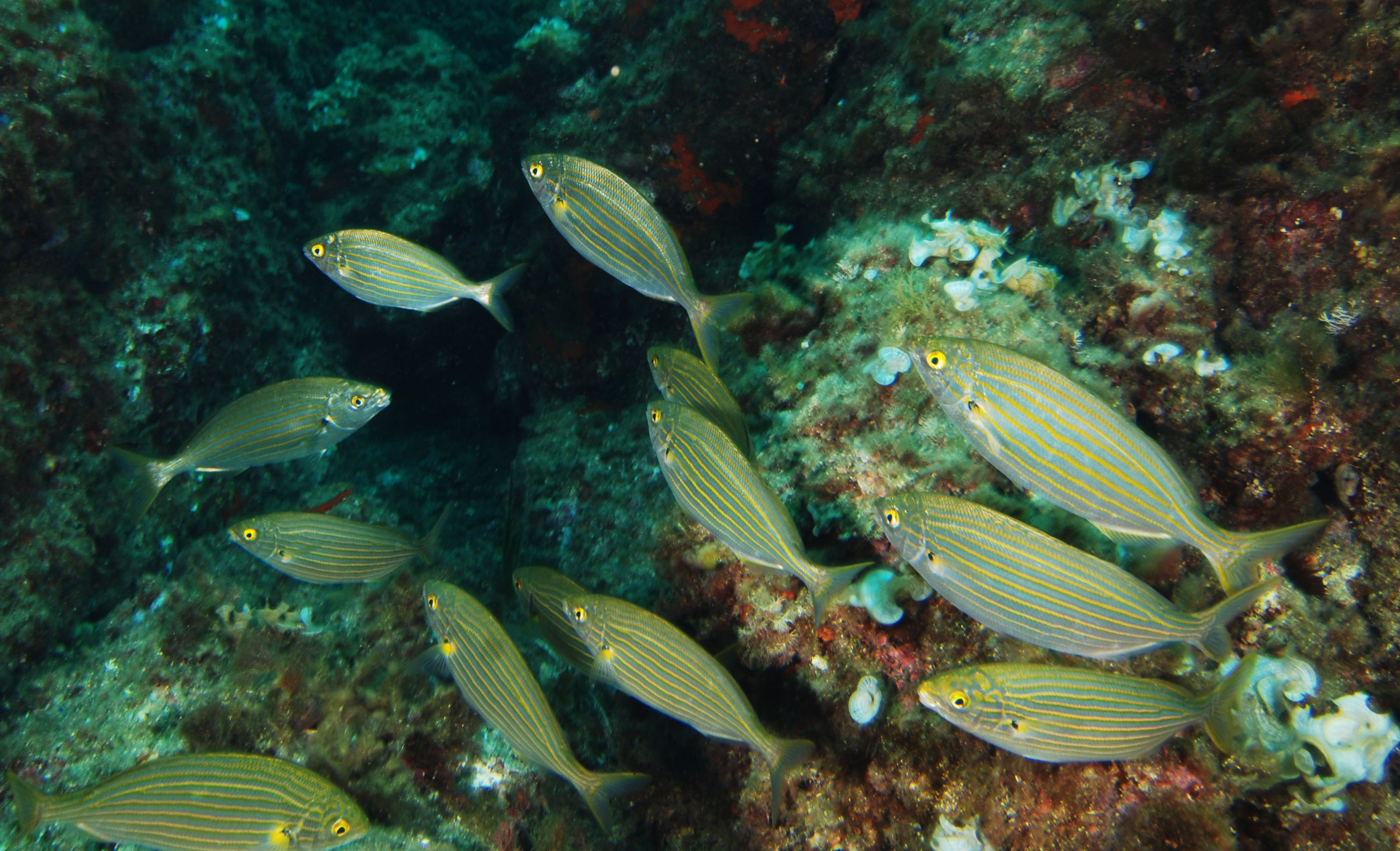
Sarpa salpa

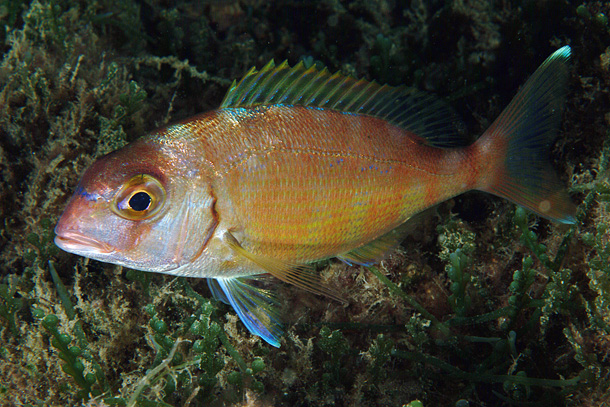
Pagrus pagrus

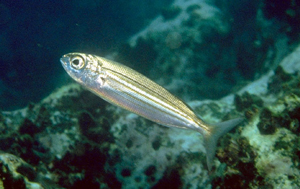
Boops boops

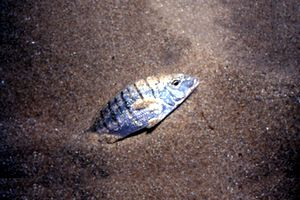
Lithognathus mormyrus

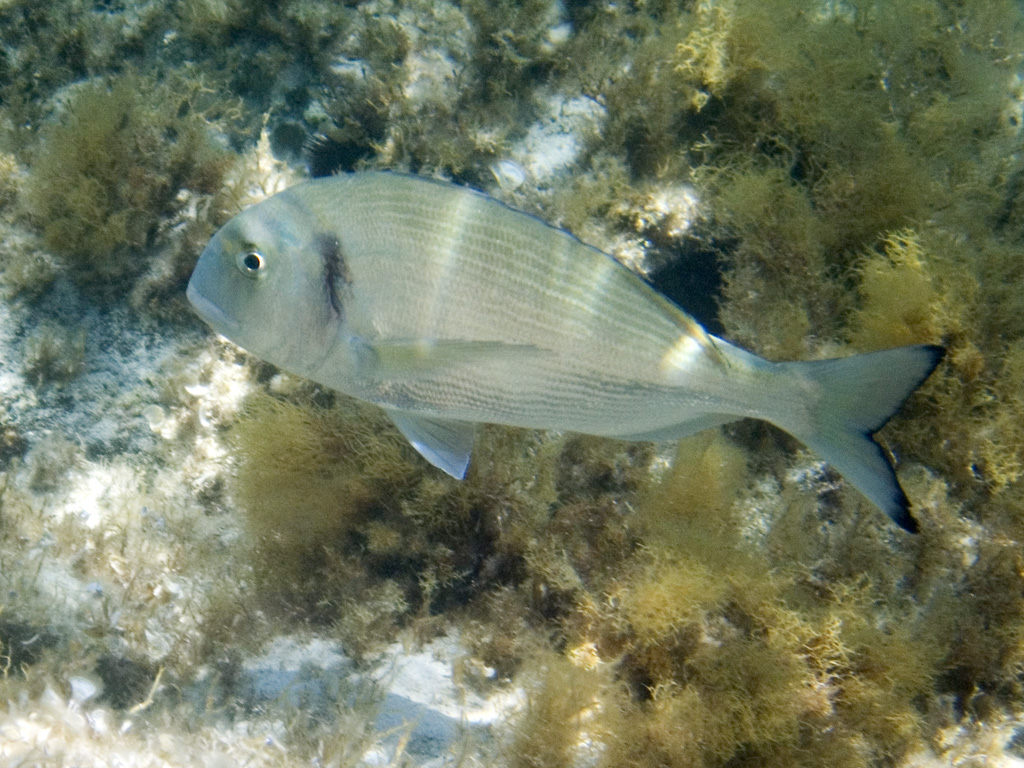
Sparus aurata

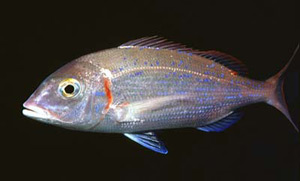
Pagellus erythrinus

## Riproduzione
Molte specie sono ermafrodite: presentano cioè organi sessuali maschili e femminili, tuttavia le gonadi dei due sessi maturano in periodi diversi per cui si accoppiano fecondandosi vicendevolmente con un altro partner. Altre specie invece nascono come esemplari maschili e invecchiando si trasformano in femmine (ermafroditismo proterandro), mentre altre ancora si trasformano in maschi se nel gruppo vengono a mancare.

## Alimentazione
La maggior parte delle specie è carnivora e si nutre di invertebrati, anche a guscio molto duro come crostacei o molluschi bivalvi. Solo alcune specie di grandi dimensioni catturano piccoli pesci. Molte specie aggiungono alla loro dieta materiale vegetale; in certi sparidi (come la salpa) la componente vegetale costituisce la grande maggioranza della dieta.

## Pesca
Gli sparidi nel mar Mediterraneo sono spesso le prede più ambite per pescatori sportivi e professionisti. Questi ultimi li insidiano principalmente con palamiti e tramagli mentre i primi li catturano dalla costa o con il sistema del surf casting. Alcune specie predatrici, come il dentice si catturano alla traina.

## Pericoli
Alcune specie, se mangiate, possono far insorgere nell'uomo casi di ciguatera.

## Acquariofilia
Spesso alcune specie sono ospiti di acquari pubblici.

## Generi
- Acanthopagrus Peters, 1855
- Allotaius Whitley, 1937
- Archosargus Gill, 1865
- Argyrops Swainson, 1839
- Argyrozona Smith, 1938
- Boops (Linneo, 1758) (boga)
- Boopsoidea Castelnau, 1861
- Calamus Swainson, 1839
- Cheimerius Smith, 1938
- Chrysoblephus Swainson, 1839
- Chrysophrys Quoy & Gaimard, 1824
- Crenidens Valenciennes in Cuvier & Valenciennes, 1830
- Cymatoceps Smith, 1938
- Dentex Cuvier, 1814 (dentice)
- Diplodus Rafinesque, 1810 (sarago)
- Evynnis Jordan & Thompson, 1912
- Gymnocrotaphus Günther, 1859
- Lagodon Holbrook, 1855
- Lithognathus Swainson, 1839 (mormora)
- Oblada Cuvier, 1829 (occhiata)
- Pachymetopon Günther, 1859
- Pagellus Valenciennes in Cuvier & Valenciennes, 1830 (pagello)
- Pagrus Cuvier, 1816 (pagro)
- Parargyrops Tanaka, 1916
- Petrus Smith, 1938
- Polyamblyodon Norman, 1935
- Polysteganus Klunzinger, 1870
- Porcostoma Smith, 1938
- Pterogymnus Smith, 1938
- Rhabdosargus Fowler, 1933
- Sarpa Bonaparte, 1831 (salpa)
- Sparidentex Munro, 1948
- Sparodon Smith, 1938
- Sparus Linnaeus, 1758 (orata)
- Spondyliosoma Cantor, 1849 (tanuta)
- Stenotomus Gill, 1865
- Virididentex Poll, 1971